# Chad Whitehead
Chad Whitehead (* 23. Oktober 1987) ist ein australischer Badmintonspieler. 

## Karriere
Chad Whitehead gewann von 2006 bis 2010 acht Medaillen bei den nationalen Titelkämpfen in Australien. Herausragend aus diesen Medaillengewinnen sind die Meisterschaftserfolge 2007, 2008 und 2010.

## Sportliche Erfolge
| Saison | Veranstaltung                     | Disziplin    | Platz | Name                               |
| ------ | --------------------------------- | ------------ | ----- | ---------------------------------- |
| 2006   | Australien: Einzelmeisterschaften | Mixed        | 2     | Chad Whitehead / Kate Wilson-Smith |
| 2007   | Australien: Einzelmeisterschaften | Herreneinzel | 2     | Chad Whitehead                     |
| 2007   | Victorian International           | Herrendoppel | 2     | Chad Whitehead / Mark Prior        |
| 2007   | Australien: Einzelmeisterschaften | Herrendoppel | 2     | Mark Prior / Chad Whitehead        |
| 2007   | Australien: Einzelmeisterschaften | Mixed        | 1     | Chad Whitehead / Kate Wilson-Smith |
| 2008   | Australien: Einzelmeisterschaften | Mixed        | 1     | Chad Whitehead / Kate Wilson-Smith |
| 2008   | Australien: Einzelmeisterschaften | Herrendoppel | 3     | Andrew Surman / Chad Whitehead     |
| 2008   | Australien: Einzelmeisterschaften | Herreneinzel | 3     | Chad Whitehead                     |
| 2009   | Auckland International            | Mixed        | 2     | Chad Whitehead / Eugenia Tanaka    |
| 2010   | Australien: Einzelmeisterschaften | Herrendoppel | 1     | Saliya Gunaratne / Chad Whitehead  |